# Міро (король свевів)
Міро або Міріон, Мирон (*д/н  —583) — король свевів у 570—583 роках.

## Біографія
Походив з династії Хараріха. Син короля Теодеміра. Успадкував трон після смерті батька у 570 році. Продовжив політику попередника щодо встановлення гарних стосунків з церквою. Через католицьких ієрархів встановив союзи з франкськими королівствами: Австразія й Бургундія, а також Візантійською імперію, які були спрямовані проти Вестготського королівства.
У 572 році скликав Другий собор у Бразі, який підтвердив рішення й постанови Першого собору у Бразі та Першого соборі у Луго. Того ж року виступив проти гірського племені рукконів (або рунконів) з метою розширити межі свого королівства.
У 573 році проти короля свевів виступив вестготський володар Леовігільд, який захопив область між Заморою і Саламанкою. У 574 році Міро вимушений був відмовитися від своїх зазіхань на Кантабрію на користь вестготів. Спроби отримати військову допомогу від Бургундії виявилися невдалими.
У 576 році Міро зазнав поразок від Леовігільда, війська якого взяли в облогу міста Портукале і Брага. Внаслідок цього вимушений був почати перемовини. Перебіг подій достеменно невідомий, але вестготи залишили королівство свевів, а Міро не поступився якимось землями. Вважається, що король свевів визнав зверхність Леовігільда.
У 579 році Міро деякий час підтримував повстання Ерменегільда проти свого батька Леовігільда, проте у 582 році при підході до Севільї (там отаборилися повсталі) свевське військо зазнало поразки, Міро уклав мирну угоду з королем вестготів й відступив на свою територію. У 583 році раптово помер, залишивши трон малолітньому сину Еборіку.

## Родина
Дружина — Сісегунта
Діти:
- Еборік (д/н-585), король у 583—584 роках
- Сісегунта, дружина Аудеки, короля свевів у 584—585 роках